# MEPIS
MEPIS là một bản phân phối Linux dựa trên nền Debian, được Warren Woodford phát triển. MEPIS có thể cài đặt cào ổ cứng hoặc chạy trực tiếp trên CD